# Szklabinyaváralja
Szklabinyaváralja (szlovákul Sklabinský Podzámok) község Szlovákiában, a Zsolnai kerületben, a Turócszentmártoni járásban.

## Fekvése
Turócszentmártontól 9 km-re délkeletre fekszik.

## Története
A régészeti leletek tanúsága szerint területén már a hallstatt korban éltek emberek. Megtalálták itt a lausitzi kultúra hamvasztásos temetőjét és a puhói kultúra településének nyomait is. Neve a szlovák sklabina (= rés, hasadék, latin Sclabonia, Szlovákia, szlovákul vidék, szláv vidék) főnévből származik.
Fából ácsolt várát a 13. században a Balassák építtették, valószínűleg ősi földvár helyén. Először 1258-ban „Sklabonya” néven említik. Kőből emelt várát Doncs mester, a zólyomi ispán építtette 1304 és 1309 között. 1320-tól vármegyeszékhely. Luxemburgi Zsigmond megerősítette, várfalait két méteresre szélesítette. Királyi birtok, majd Mátyás király bővítette. Az 1460-as években átépítették. 1495-ben egy tűzvészben súlyosan megrongálódott. A Szapolyaiaké, majd 1527-től előbb részben, később teljesen a Révayaké. 1550 és 1605 között többször megerősítették.1610-ben várkastélyt építettek hozzá és újra megerősítették. 1644-ben I. Rákóczi György elfoglalta. A falu Szklabinya várának majorjából fejlődött ki, 1678-ban tűnik fel az írott forrásokban. 1704-ben a kurucok foglalták el a várat. 1785-ben a falu 31 házában 241 lakos élt.
A 18. század végén Vályi András így ír róla: „Várallya, Podzamka. Népes tót falu Turócz Várm. földes Ura Gr. Révay Uraság, lakosai leginkább evangelikusok, fekszik Szent Helénához nem meszsze, mellynek filiája; 1788-dikban nagyon elégett vala; földgye termékeny, réttye, legelője jó, fája elég, piatza Szent Mártonban, és Mosótzon.”
1828-ban 18 háza és 730 lakosa volt. Lakói gyógyolaj készítéssel, tímármesterséggel, erdei munkákkal foglalkoztak.
Fényes Elek 1851-ben kiadott geográfiai szótárában így ír a faluról: „Szklabina, (Váralja), tót falu, Thurócz vmegyében, fekszik egy meredek hegyen épült régi Szklabina várának tövében: 43 kath., 685 evang. lak. Az emlitett vár alsóra, felsőre és középsőre oszlik s egy a legrégibbek közül az egész országban. Hajdan több magyar királyok mulatoztak itt. I-ső Mátyás király János Erneszt herczegnek ajándékozta; később Zápolya kezére jött; végre pedig Ferdinand 1561-ben a Révay családnak adá, hozzá csatolván ahhoz egyszersmind a thuróczi örökös főispánságot is. Ut. post. Thurócz-Zsámbokrét.”
A 20. századig a Révay család birtoka. 1920-ig a faluban sörfőzde működött. A trianoni diktátumig Turóc vármegye Turócszentmártoni járásához tartozott.
1944-ben a Kántorvölgyben partizáncsoportok központja volt. 1944. szeptember 30-án a németek megtorlásul felégették a települést, de a felszabadulás után újjáépült. Később egyre inkább elhanyagolták a várat, 1945-ben a partizánharcokban leégett, azóta pusztul.

## Népessége
| Év:            | 1994. | 2004.    | 2014.   | 2024.   |
| -------------- | ----- | -------- | ------- | ------- |
| Emberek száma: | 160   | 178      | 190     | 180     |
| Eltérés:       |       | +11,25 % | +6,74 % | -5,26 % |

| Év:            | 2023. | 2024.   |
| -------------- | ----- | ------- |
| Emberek száma: | 184   | 180     |
| Eltérés:       |       | -2,17 % |

A falunak 1910-ben 269, túlnyomórészt szlovák lakosa volt.
2001-ben 184 lakosából 183 szlovák volt.
2011-ben 195 lakosából 190 szlovák.

## Nevezetességei

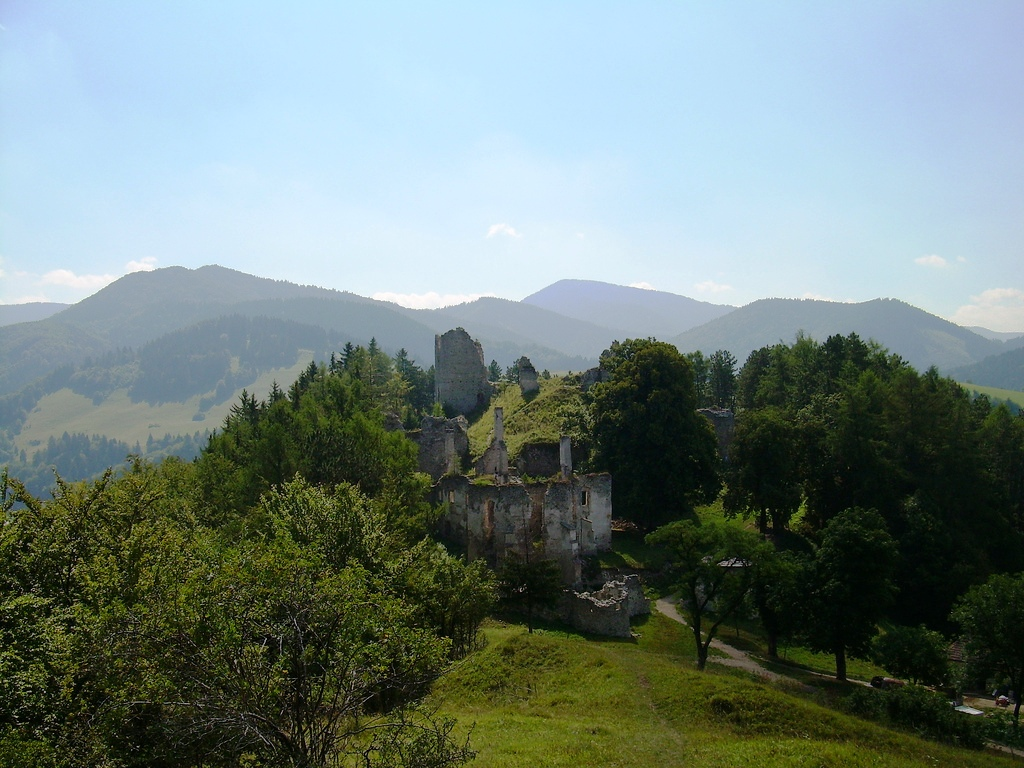
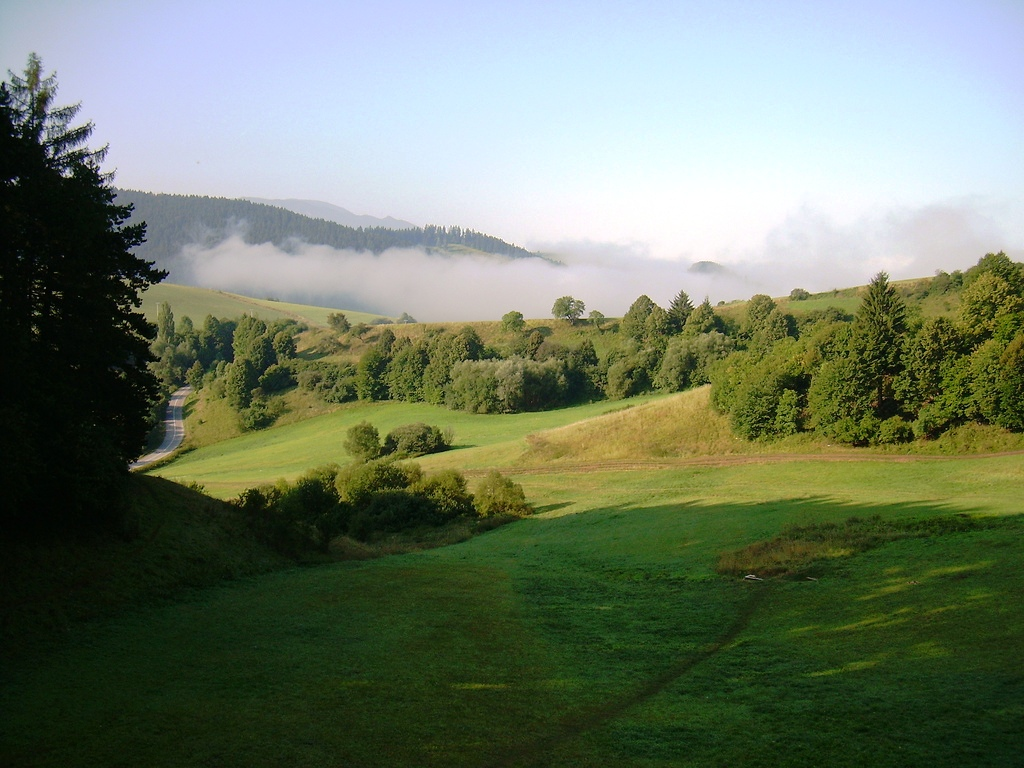
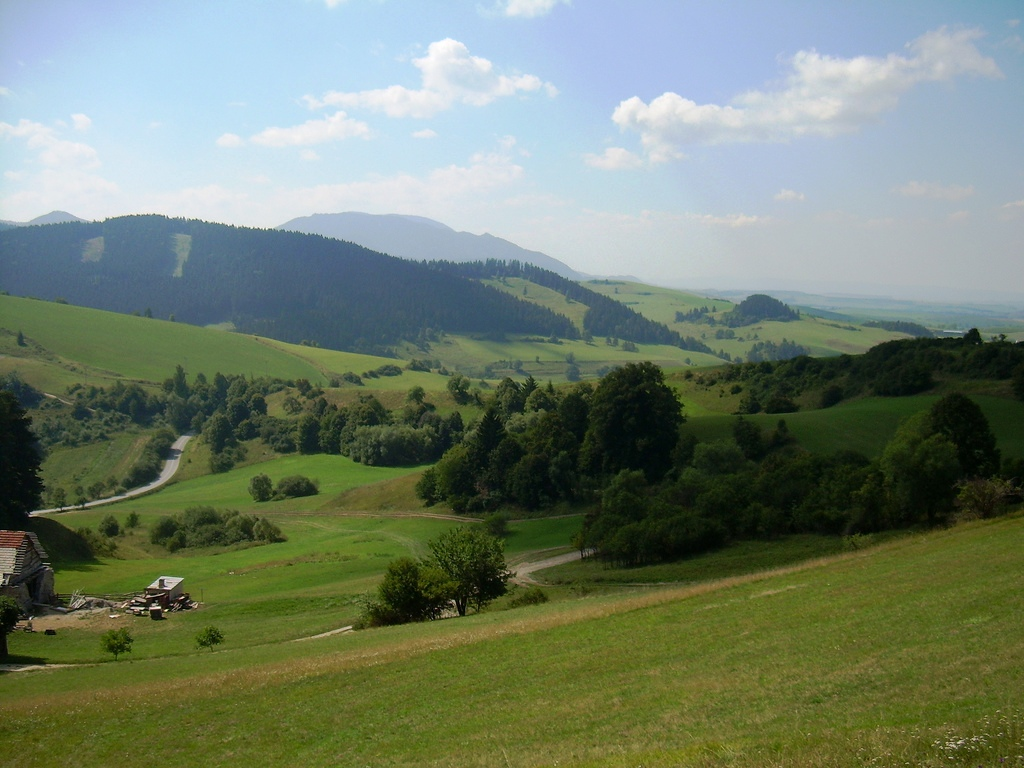
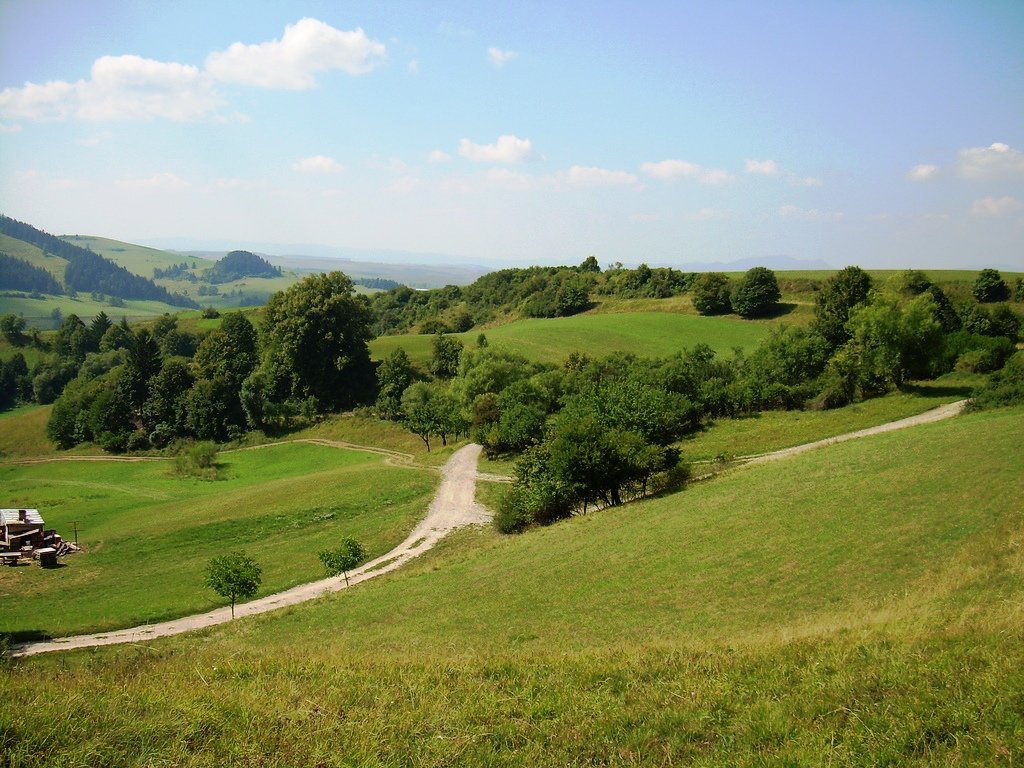
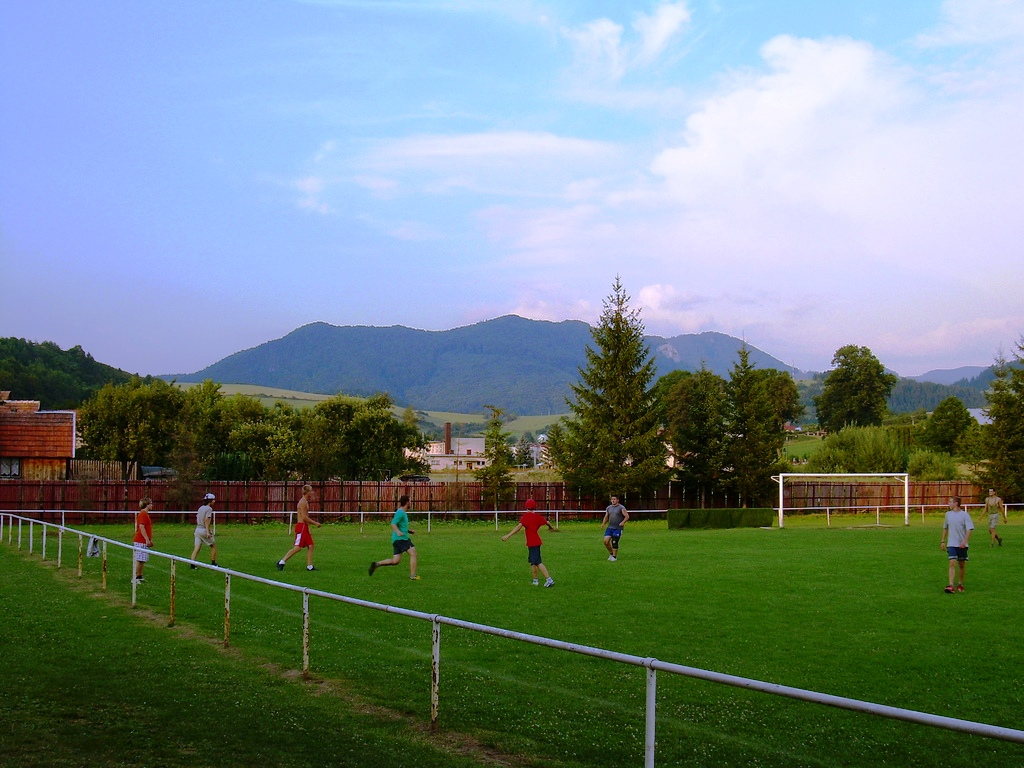
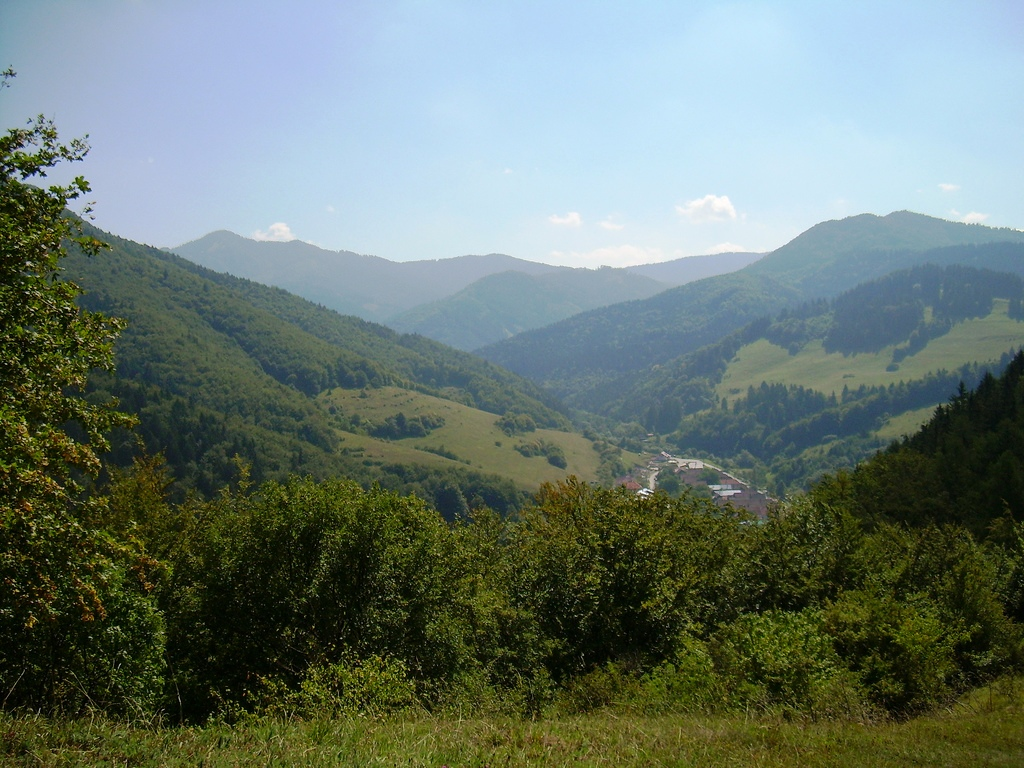

- A falu határában egy hegyvonulat előhegyén állnak Szklabinya várának romjai.
- A vár közelében találhatók az egykori reneszánsz várkastély romjai. Építését 1630-ban fejezték be. 1944-ben a németek felgyújtották, azóta rom.

Vályi András szerint: „SZKLABINYA VÁRA. Túrócz Várm. földes Ura Gróf Révay Uraság, a’ kinek alól jeles épűleteivel díszesíttetik. Régi épűletének eredete bizonytalan; kapuja felett 800 eszt. és 3 emberfő vala; 3 részekre van osztva; felső a’ hegynek tetőjén, középső alább, alsó része pedig a’ hegynek allyánál. Nevezetesítik a’ Magyar Királyoknak itten vólt múlatásaik, ’s innen kőltt Kir. Leveleik. Régi bírtokosai külömbfélék valának; Ernest Jánosnak ajándékozván e’ Várat Korvinus MÁTYÁS, elégett vala, és azután Zápolya JÁNOSnak hatalmába jutott. Meglévén pedig a’ békekötés FERDINÁND, és JÁNOS között 1561-ben, az örökös Fő Ispánysággal egygyütt Gr. Révay Uraságnak bírtokába jutott, melly e’ Várat jeles épűletekkel tsinosíttatta. Bél Mátyás így ír e’ híres nagy Nemzetség felől: InCLVta ReVaIDæ stIrpIs antIqVIssIMa, saLVe! E’ Vár szolgáltatott nevet Túrócz Vármegye’ egy Járásának.”